# Allegro en si bemol mayor, KV 3 (Mozart)
El Allegro para teclado en si bemol mayor, K. 3, es una breve pieza musical, compuesta por Wolfgang Amadeus Mozart en Salzburgo el día 4 de marzo de 1762, cuando tan sólo contaba con seis años de edad. Esta pieza de música es la octava composición de Mozart, y se encuentra recogida en el conocido como Nannerl Notenbuch, un pequeño cuaderno que Leopold Mozart, el padre de Wolfgang, empleaba para enseñar música a sus hijos. La pieza fue puesta por escrito por Leopold, en tanto que el pequeño Wolfgang no sabía escribir música por entonces, dada su corta edad.   

## Descripción
Es una pieza breve, compuesta por solo treinta compases, y está en la tonalidad de si bemol mayor. Suele ser interpretada en el clavicémbalo, aunque en su ejecución pueden emplearse otros instrumentos de teclado.

## Análisis
La pieza está escrita en compás de 2/4, presentando un comienzo anacrúsico y un final masculino o en parte fuerte. Como indica el tempo, es una pieza rápida y viva, y presenta una estructura ternaria ABA' (o forma lied), con tres frases, cada una de las cuales concluye con una barra de repetición, construidas a partir del motivo que aparece en el primer compás con anacrusa y primer tiempo del segundo compás.
La primera frase llegaría hasta la caída del compás 12 y consta de dos semifrases, ambas con una breve extensión de dos compases, presentando la estructura: 4(+2)+4(+2). La segunda semifrase termina con una semicadencia, haciéndose una flexión hacia la tonalidad de la dominante. Por su parte, la sección B es una progresión por segundas descendentes, en la que cada uno de los dos términos constan de cuatro compases. La progresión desemboca en la reexposición de la sección A, en la que cambia la segunda semifrase con respecto a la exposición, utilizando el mismo material rítmico pero adaptándolo a la nueva armonía, de tal manera que concluya en cadencia perfecta.